# BRUM (tạp chí)
BRUM. là tạp chí nhạc rock hàng tháng xuất bản tại Ba Lan từ năm 1993 đến năm 1999. Tạp chí thành lập tại Warszawa vào giữa năm 1993. Ban đầu, tạp chí thuộc chuyên mục mở rộng của chương trình phát thanh Brum thuộc khung phát sóng kênh PR3 (Program III) của Đài phát thanh Ba Lan.
Ban đầu, tạp chí tập trung vào nền âm nhạc Ba Lan. Đến năm 1995, bài đánh giá và phỏng vấn.về các nghệ sĩ nước ngoài mới bắt đầu xuất hiện trong nội dung tạp chí,
Phần lớn dung lượng mỗi số  báo viết về sự đổi mới trong lĩnh vực văn hóa, đặc biệt là âm nhạc. Đôi khi tạp chí  còn đính kèm băng cassette hoặc đĩa compact nhằm phục vụ độc giả. Đó là các bản thu âm chưa được xuất bản, ví dụ như bài " Impro " của ban nhạc rock Ścianka. Nét đặc trưng trong phong cách báo chí Brum là kết hợp ngôn ngữ tự do và thiết kế đồ họa độc đáo, hào nhoáng với màu sắc sống động.
Kuba Wojewódzki là tổng biên tập của tạp chí.

## Tác giả, nhà báo của tạp chíBRUM
- Anita Bartosik
- Piotr Klatt
- Adam Kowalczyk
- Rafał Księżyk
- Jerzy Owsiak
- Artur Podgórski
- Kuba Wojewódzki (tổng biên tập)
- Wojciech Wysocki
- Tomasz Żąda
- Tomasz "Maniak" Zrąbkowski[1]

## Sách, tạp chí
- Encyklopedia Polskiego Rocka . Poznań: In Rock. 2001. tr. 95–96. ISBN 83-86365-08-0.